# 세계 인구의 날
세계 인구의 날(World Population Day)은 UN 산하의 국제 연합 개발 계획(UNDP)이 지정한 국제 기념일이다. 날짜는 7월 11일로, 1987년 7월 11일 세계 인구가 50억명을 돌파한 것에서 유래한다. 인구문제에 대해 많은 사람들의 관심을 촉진시키기 위해 지정된 기념일이다.
한편 세계 인구는 2011년 10월 31일을 기해 70억명을 돌파하였다. 세계 인구가 70억명을 돌파하기 전의 마지막 세계 인구의 날이던 2011년 7월 11일, UN 산하의 국제 연합 인구 기금(UNFPA)은 여성과 젊은이에게 교육 및 가족계획에 더 나은 기회를 주자는 취지에서 '70억 운동'을 전개하기 시작하였다.

## 같이 보기
- 인구
- 세계 인구